# Galia Bélgica
La provincia romana de Galia Bélgica (en latín, Gallia Belgica) estuvo localizada en el noreste de Francia, en Bélgica, en la parte sur de los hoy Países Bajos, y además ocupaba a Luxemburgo y el oeste de Alemania. Los habitantes nativos, los belgas, eran una mezcla de celtas y tribus germanas.
En la campañas en las Galias, el general romano Julio César derrotó a los belgas y se hizo con el control del país. De los belgas dejó inicial testimonio de su bravura: "Los más valientes de todos son los belgas, porque viven muy remotos del fausto y delicadeza de nuestra provincia; y rarísima vez llegan allá los mercaderes con cosas a propósito para enflaquecer los bríos; y por estar vecinos a los germanos, que moran a la otra parte del Rin, con quienes traen continua guerra."
En el año 27 a. C. el emperador Augusto dividió el territorio en el norte de los Alpes en tres nuevas provincias: Gallia Aquitania, Gallia Lugdunensis, y Gallia Bélgica.

## Organización de la provincia

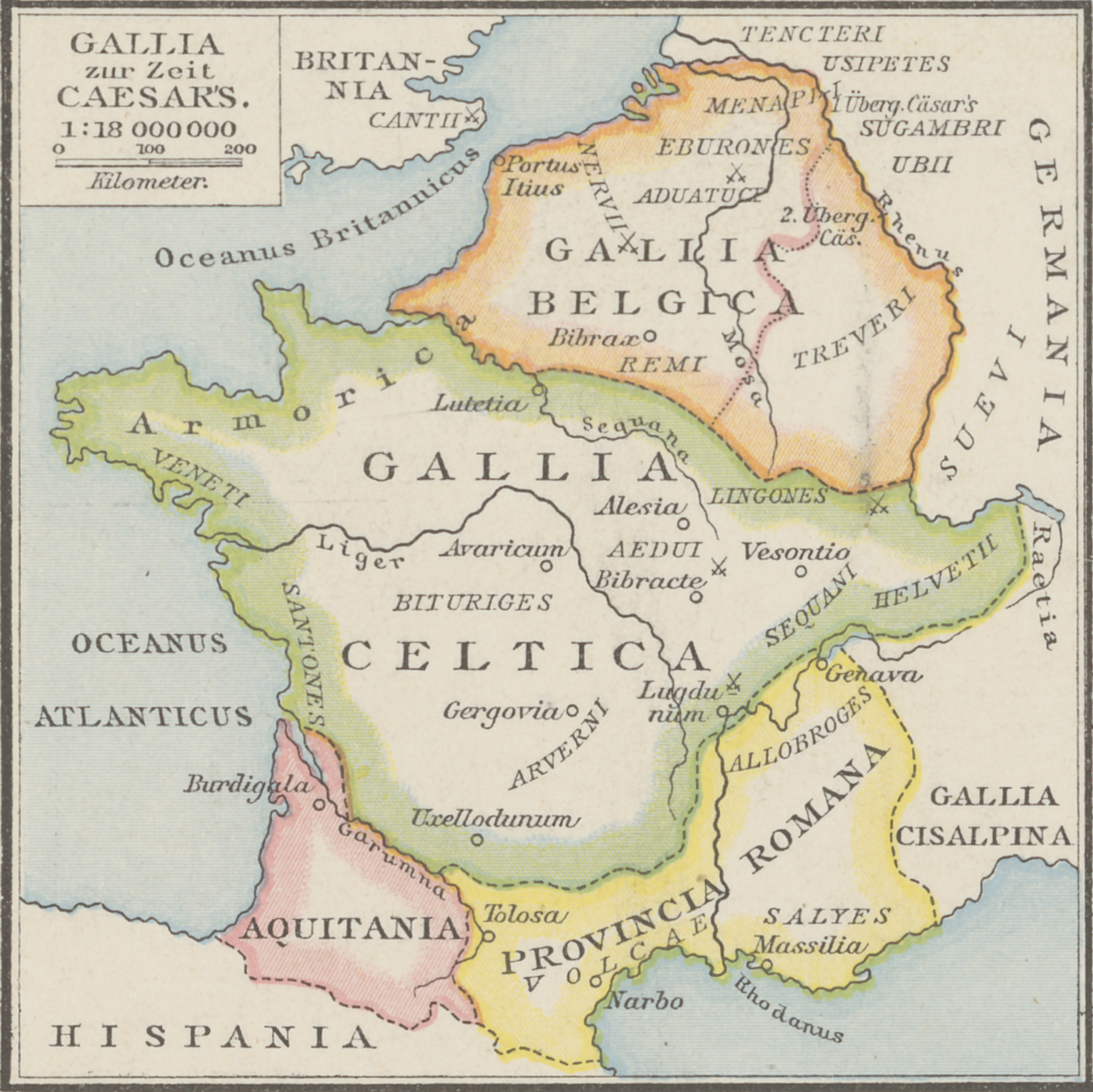
La Gallia romana en la época Cesar (50 a. C.).

En el año 17 a. C., el gobernador de la provincia Marcus Lollius fue vencido por los sugambros, el águila dorada de la V Legión Alaudae fue tomada y esto se consideró una humillación en Roma. El emperador envió a sus hijos adoptivos Tiberio y Druso a Germania a pacificar las tribus. Se crearon dos provincias militarizadas al oeste del río Rin para proteger la Gallia Belgica, y el gobernador de esta fue titular del gobierno de estas dos nuevas provincias. Para crearlas, a la Gallia Belgica se le despojó de territorios en el norte y el este, que se asignaron a las provincias de Germania Inferior y Germania Superior respectivamente. Por su parte la frontera sur de la Gallia Belgica se extendió más, a costa de la Gallia Lugdunensis. La reorganizada provincia recibió la ciudad de Reims (en latín Durocortorum), que se convirtió en su capital.
En el año 254 el limes de la Germania Superior fue atravesado por los germanos de la otra orilla del Rin, y hacia el año 259 se produjo la entrada de importantes contingentes bárbaros en la Gallia Belgica. Entre los años 268 y 278 el interior de la Galia fue saqueado y algunos grupos llegaron hasta Hispania. Finalmente, hacia el año 278 la frontera fue restablecida por el emperador Probo.

## Reino merovingio
En el siglo V la Gallia Belgica ya no estaba bajo jurisdicción romana. Después de soportar oleadas de invasiones de francos, alamanes y sajones, así como formar parte del imperio Galo para ser reconquistada por el emperador romano Aureliano, la provincia terminó siendo parte del reino merovingio de Clodoveo I. En el siglo VIII, la provincia fue el corazón del imperio de Carlomagno. Al morir el hijo de Carlomagno, Ludovico Pío, la provincia fue dividida entre las que se convertirían en las futuras naciones de Alemania y Francia.